# Mistrovství Československa v cyklokrosu 1988
Mistrovství Československa v cyklokrosu 1988 se konalo v neděli 10. ledna 1988 v Plzni na Lochotíně.
Závodníci absolvovali celkem sedm tříkilometrových okruhů.

## Přehled
| Poř.             | Jméno              | Čas        |
| Zlatá medaile    | Ondrej Glajza      | 57:24 min  |
| Stříbrná medaile | Radomír Šimůnek    | + 0:04 min |
| Bronzová medaile | Karel Camrda       | + 0:06 min |
| 4                | František Klouček  | + 0:14 min |
| 5                | Miloslav Kvasnička | + 0:32 min |
| 6                | Stanislav Bambula  | + 1:22 min |